# Belvianes-et-Cavirac
Belvianes-et-Cavirac – miejscowość i gmina we Francji, w regionie Oksytania, w departamencie Aude. Przez gminę przepływa rzeka Aude. 
Według danych na rok 1990 gminę zamieszkiwało 340 osób, a gęstość zaludnienia wynosiła 29 osób/km² (wśród 1545 gmin Langwedocji-Roussillon Belvianes-et-Cavirac plasuje się na 600. miejscu pod względem liczby ludności, natomiast pod względem powierzchni na miejscu 664.).

## Zabytki
Zabytki w miejscowości posiadające status Monument historique:
- kościół Saint-Jacques